# لوتهار بیندینگ
لوتهار بیندینگ (انگلیسی: Lothar Binding؛ زادهٔ ۱ آوریل ۱۹۵۰) یک سیاست‌مدار اهل آلمان است. او در سال ۱۹۶۵، به اتحادیه صنایع فلزی (IGM) پیوست. از سال ۱۹۸۶ تا سال ۱۹۹۴ او به عنوان رئیس انجمن منطقه SPD در هایدلبرگ خدمت کرده است. در سال ۱۹۸۹، او به شورای شهرستان انتخاب شد و در سال ۱۹۹۴ او رئیس فراکسیون SPD هایدلبرگ تا سال ۲۰۰۰ تبدیل شد.